# Хейхачи Мишима
Хейхачи Мишима е един от персонажите в компютърната игра „Tekken“ (на бълг. „Железен юмрук“).
 Внимание:  Текстът по-долу разкрива сюжета на произведението (или части от него)!
Хейхачи е домакин на турнира „Кралят на железния юмрук“. Баща е на Казуя Мишима и е дядо на Джин Казама. Стила му на бой е Мишима Карате. Основател и командир на специалната бойната част „Железен юмрук“.
Един от най-популярните и любими персонажи в света на „Tekken“. Въпреки деспотичните му наклонности и нехуманни експеримети със собствения си син и внук, той е един от най-силните и авторитетни бойци в света на „Tekken“. Стила на бой на може би главния герой на играта-Джин Казама е също Мишима Карате. Хейхачи Мишима е лош (поне във филма) в отбора му са Нина Уилиямс и Анна Уилиямс. Той носи изпокъсани дрехи.